# Карукоски, Доме
То́мас «До́ме» Ка́рукоски (фин. Thomas ”Dome” Karukoski; род. 29 декабря 1976, Никосия, Кипр) — финский режиссёр и актёр. Режиссёр нескольких полнометражных художественных фильмов, нескольких короткометражных фильмов, музыкальных видеоклипов и около ста рекламных роликов.

## Биография
Когда ему было четыре года, семья переехала с Кипра в Финляндию.
В юности был игроком и тренером Espoo Oilers — команды премьер-лиги Финляндии по флорболу.
В 1999 году Доме поступил в Университет искусств и дизайна Хельсинки (фин. Taideteollinen korkeakoulu). На специальность режиссура в тот год были отобраны только три студента, одним из которых был Карукоски.
Его дипломной работой был полнометражный фильм «Девочка, ты — звезда» (фин. Tyttö sinä olet tähti, в российском прокате «Красавица и подонок»). Фильм вышел на экраны в октябре 2005 года и получил хорошие оценки критиков, а также удостоился неплохих кассовых сборов.
Второй полнометражной игровой картиной стал «Дом тёмных бабочек». Его премьера состоялась в 2008 году.
В 2009 году вышел третий фильм Карукоски — «Запретный плод». В нём режиссёр поднял тему религиозных запретов у лестадиан.
В 2010 году вышел в прокат четвёртый фильм Доме Карукоски — «Герои полярного круга» («Лапландская одиссея»), этот фильм в Финляндии стал лидером проката 2010 года. В феврале 2011 года «Герои полярного круга» получили Премию «Юсси» как «лучший фильм года». Кроме того, фильм получил приз «Юсси зрительских симпатий».
В 2011 году Карукоски стал режиссёром биографического фильма «Маннергейм» о маршале Густава Маннергейма (после расторжения кинокомпанией контракта с Ренни Харлином).

## Фильмография
|      | \| Год \| \| Русское название \| Оригинальное название \| Роль \| \| ---- \| - \| --------------------- \| ---------------------- \| --------------- \| \| 2005 \| ф \| Красавица и подонок \| Tyttö sinä olet tähti \| режиссёр, актёр \| \| 2008 \| ф \| Дом тёмных бабочек \| Tummien perhosten koti \| режиссёр, актёр \| \| 2008 \| с \| Братия \| Veljet \| режиссёр, актёр \| \| 2008 \| с \| Защитники \| Suojelijat \| режиссёр, актёр \| \| 2009 \| ф \| Запретный плод \| Kielletty hedelmä \| режиссёр \| \| 2010 \| ф \| Герои полярного круга \| Napapiirin Sankarit \| режиссёр \| \| 2013 \| ф \| Львиное сердце \| Leijonasydän \| режиссёр \| \| \| ф \| Маннергейм \| Mannerheim \| режиссёр \| \| 2016 \| ф \| Tom of Finland \| Tom of Finland \| режиссёр[4] \| \| 2017 \| ф \| \| The Starling \| режиссёр[5] \| \| 2019 \| ф \| Толкин \| Tolkien \| режиссёр[6] \| |                       |                        |                 |
| Год  | | Русское название      | Оригинальное название  | Роль            |
| 2005 | ф | Красавица и подонок   | Tyttö sinä olet tähti  | режиссёр, актёр |
| 2008 | ф | Дом тёмных бабочек    | Tummien perhosten koti | режиссёр, актёр |
| 2008 | с | Братия                | Veljet                 | режиссёр, актёр |
| 2008 | с | Защитники             | Suojelijat             | режиссёр, актёр |
| 2009 | ф | Запретный плод        | Kielletty hedelmä      | режиссёр        |
| 2010 | ф | Герои полярного круга | Napapiirin Sankarit    | режиссёр        |
| 2013 | ф | Львиное сердце        | Leijonasydän           | режиссёр        |
|      | ф | Маннергейм            | Mannerheim             | режиссёр        |
| 2016 | ф | Tom of Finland        | Tom of Finland         | режиссёр        |
| 2017 | ф |                       | The Starling           | режиссёр        |
| 2019 | ф | Толкин                | Tolkien                | режиссёр        |